# Maurice Torres
Maurice Armando Torres (Ponce, 6 luglio 1991) è un pallavolista portoricano, opposto del Galatasaray.

## Carriera

### Club
La carriera di Maurice Torres inizia a livello giovanile col Corona Mavericks, per proseguire con il Riptides e con l'Orange Lutheran HS. Terminate le scuole superiori, entra a far parte della squadra di pallavolo della sua università, la Pepperdine, partecipando alla NCAA Division I dal 2010 al 2013, ricevendo qualche riconoscimento individuale.
Nella stagione 2013-14 inizia la carriera professionistica nella Serie A1 italiana con la Top Volley Latina; viene tuttavia ceduto nel mese di dicembre al Montpellier, club della Ligue A francese col quale termina la stagione.
Nel campionato 2014 gioca per la prima volta nella Liga de Voleibol Superior Masculino coi Capitanes de Arecibo, vincendo lo scudetto; terminati gli impegni in Porto Rico firma per il Molfetta, tornando in Superlega per la seconda parte della stagione, restandovi anche per l'annata successiva, vestendo però la maglia della Porto Robur Costa di Ravenna per due stagioni.
Per il campionato 2017-18 è in Polonia con lo ZAKSA, in Polska Liga Siatkówki. In estate firma a stagione in corso coi Mets de Guaynabo, partecipando così alla Liga de Voleibol Superior Masculino 2018, vincendo lo scudetto e venendo premiato come miglior giocatore delle finali. Nel campionato seguente ritorna in Italia per difendere i colori del Padova, in Superlega; in estate fa ritorno in patria, tornando ai difendere i colori della franchigia di Guaynabo poco dopo l'inizio della Liga de Voleibol Superior Masculino 2019, centrando ancora uno scudetto.
Nella stagione 2019-20 gioca nella V.League Division 1 giapponese, difendendo i colori dei Sakai Blazers, mentre nella stagione seguente gioca nella Efeler Ligi turca con il Galatasaray.

### Nazionale
Avendo sia la nazionalità sportiva portoricana che quella statunitense, fa parte delle selezioni giovanili statunitensi, vincendo la medaglia d'oro al campionato nordamericano Under-19 2008 ed al campionato nordamericano Under-21 2010.
Nel 2014 fa il suo debutto nella nazionale portoricana maggiore, vincendo anche la medaglia d'argento ai XXII Giochi centramericani e caraibici; in seguito conquista la medaglia di bronzo al campionato nordamericano 2015 e quella d'argento alla Coppa panamericana 2017.
Nel 2018 si aggiudica l'oro ai XXIII Giochi centramericani e caraibici, mentre un anno dopo viene insignito del premio di miglior opposto ai XVIII Giochi panamericani e al campionato nordamericano.

## Palmarès

### Club
- Campionato portoricano: 3

2014, 2018, 2019

### Nazionale (competizioni minori)
- Campionato nordamericano Under-19 2008
- Campionato nordamericano Under-21 2010
- Giochi centramericani e caraibici 2014
- Coppa panamericana 2017
- Giochi centramericani e caraibici 2018

### Premi individuali
- 2012 - All-America Second Team
- 2013 - All-America Second Team
- 2018 - Giochi centramericani e caraibici: Miglior servizio
- 2018 - Giochi centramericani e caraibici: Miglior opposto
- 2018 - Liga de Voleibol Superior Masculino: MVP delle finali
- 2019 - Giochi panamericani: Miglior opposto
- 2019 - Campionato nordamericano: Miglior opposto
- 2020 - Qualificazioni nordamericane ai Giochi della XXXII Olimpiade: Miglior opposto